# Kane Kramer
Kane Kramer (Londra, 23 aprile 1956) è un inventore e uomo d'affari britannico.
Kane Kramer è considerato l'inventore dell'iPod, infatti a lui è attribuita l'invenzione iniziale del lettore audio digitale, nel 1979.

## Invenzione del DAP
Nel 1981 Kramer ha depositato un brevetto nel Regno Unito per il suo nuovo concetto di Digital Audio Player, chiamato IXI. Il brevetto UK 2115996 è stato rilasciato successivamente nel 1985, invece il brevetto US 4.667.088 è stato rilasciato nel 1987. Il lettore aveva le dimensioni di una carta di credito con un piccolo schermo LCD ed alcuni pulsanti per la navigazione nel menu e per regolare il volume. Avrebbe avuto uno spazio per la memorizzazione di 8 MB con una capacità di 3,5 minuti di audio. Cinque prototipi sono stati prodotti e uno è stato presentato in una fiera commerciale nel mese di ottobre 1986. Kramer ha riferito che ha guadagnato 60.000.000£ in ordini per il dispositivo dall'industria musicale. Tuttavia, nel 1988 Kramer e la sua azienda non pagarono il rinnovo del brevetto (£ 60.000) e fallì, così i brevetti ed i disegni divennero di dominio pubblico.

## Musica scaricabile
Nella relazione iniziale Kramer introdusse, in riferimento all'IXI, delle descrizioni dettagliate di un servizio in grado di scaricare musica attraverso le linee telefoniche. Kramer divenne più motivato in quanto pensò che questo sistema non avrebbe avuto alcuna limitazione e che l'industria musicale sarebbe stata in grado di fornire al consumatore più materiale pubblicato da vari artisti. Questo sistema avrebbe anche permesso poi lo scaricamento dei dati e dei software.

## Testimonianza iPod
Nel 2008, Kramer è stato chiamato a testimoniare dalla Apple Inc. per difendersi dalle accuse di violazione di brevetto per il suo iPod, il lettore audio digitale. Secondo edizione del 'Mail Online' dell'8 settembre 2008, Apple Inc. ha utilizzato i brevetti del signor Kramer, ed anche i disegni.

## Il lavoro attuale
Kramer è ancora al lavoro nel settore della tecnologia. Il suo progetto più recente, denominato "Monicall" funziona come un quadrante che renderebbe le conversazioni delle telefonate giuridicamente vincolante. Kramer dice che anche lui ha dei piani che mettano fine alla violazione del copyright, ma nessun dettaglio su questo progetto è stato divulgato.